# 大孤家子镇
大孤家子镇，是中华人民共和国辽宁省沈阳市法库县下辖的一个乡镇级行政单位。

## 行政区划
大孤家子镇下辖以下地区：
大孤家村、拉马桥村、大岭村、路家房申村、敖牛堡村、兴隆山村、佛山堡村、牛其堡子村、半拉山子村、后孤家子村、方石砬子村、小二道房村和山嘴子村。